# A9-es autópálya (Hollandia)
Az A9-es autópálya (hollandul: Rijksweg 9) egy 96 km hosszú autópálya Hollandiában. Egyes szakaszokon N9-es autóút a neve.

## Képgaléria

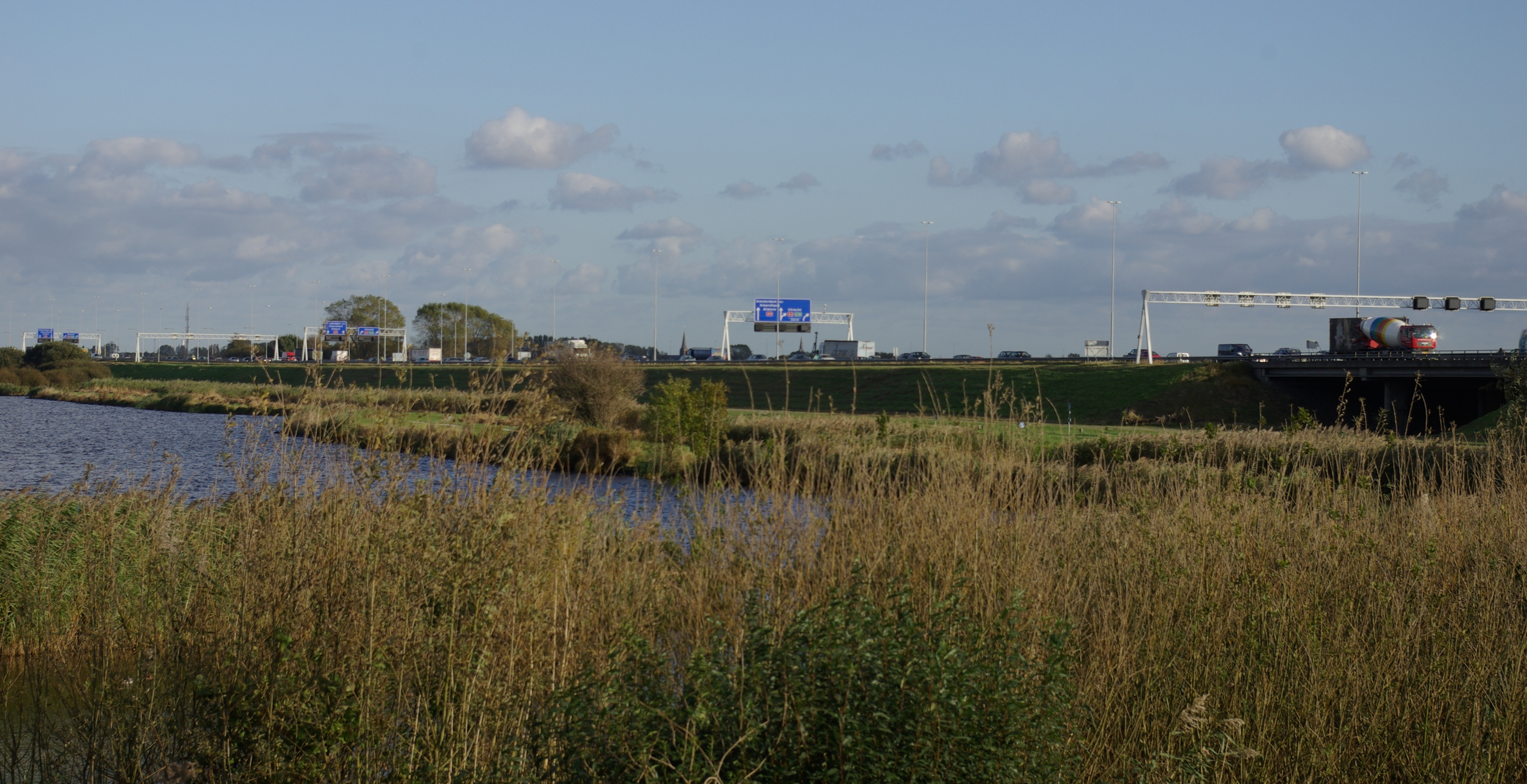
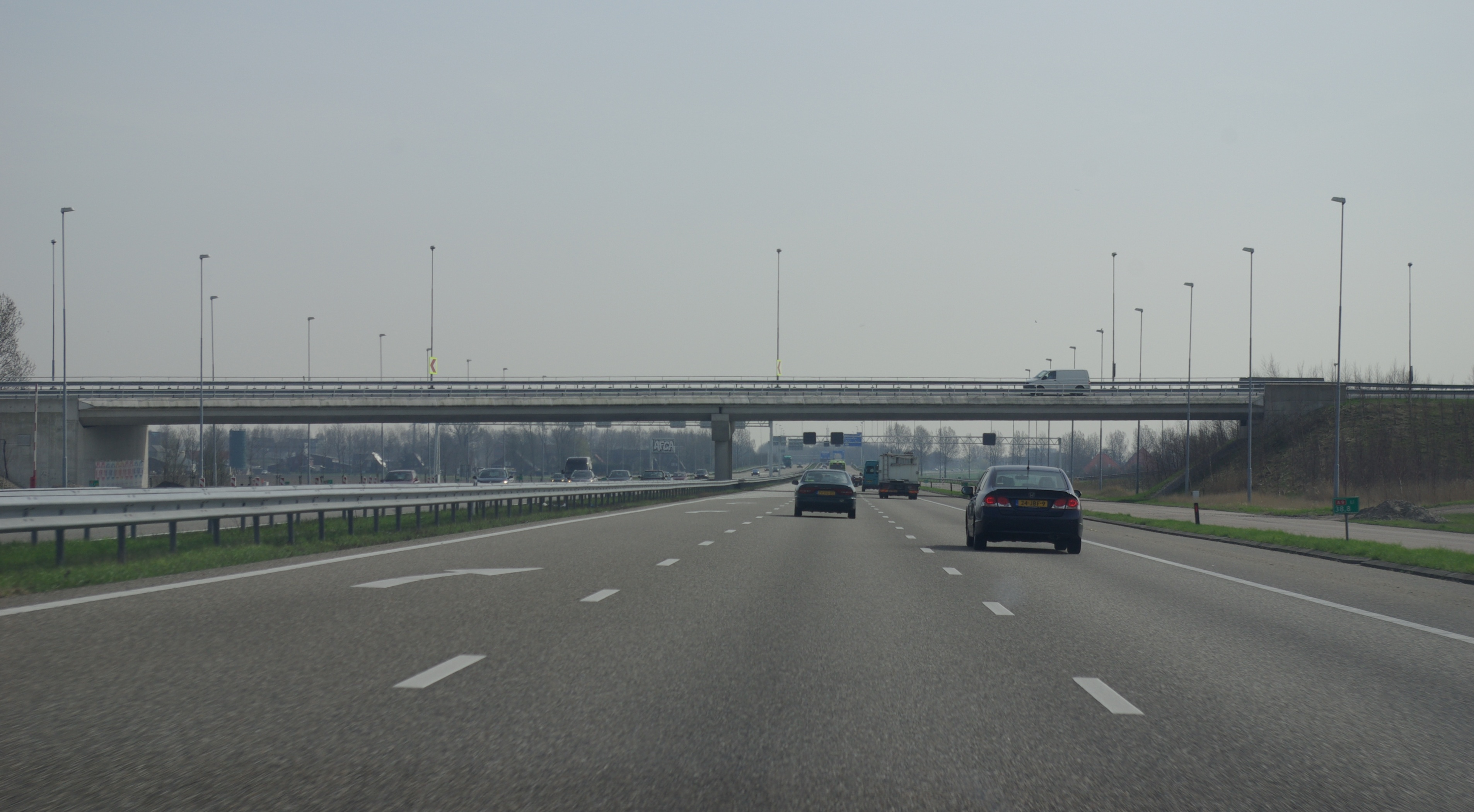
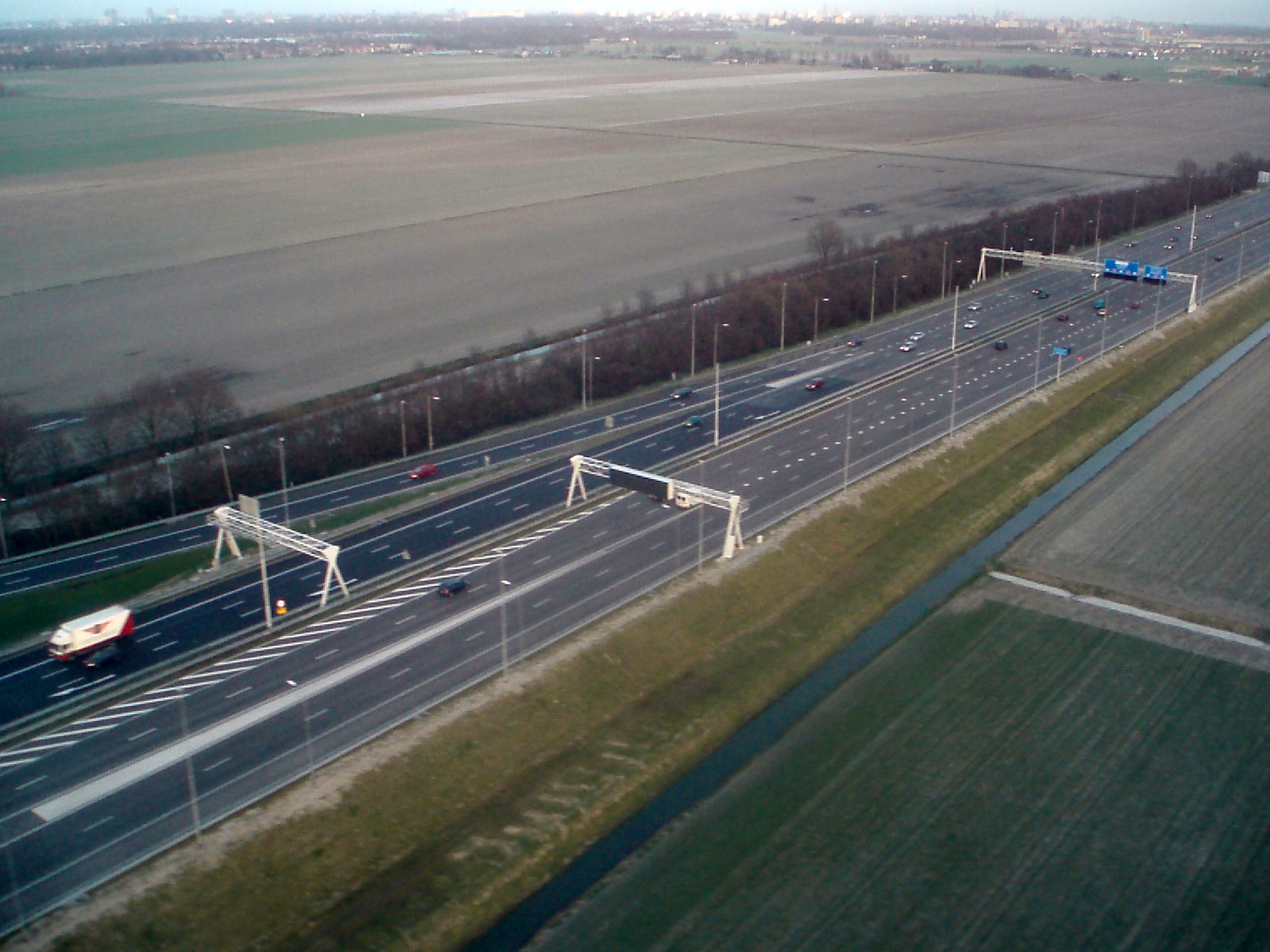
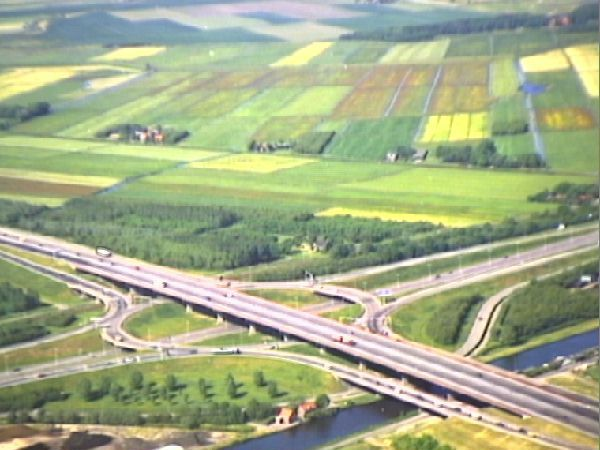
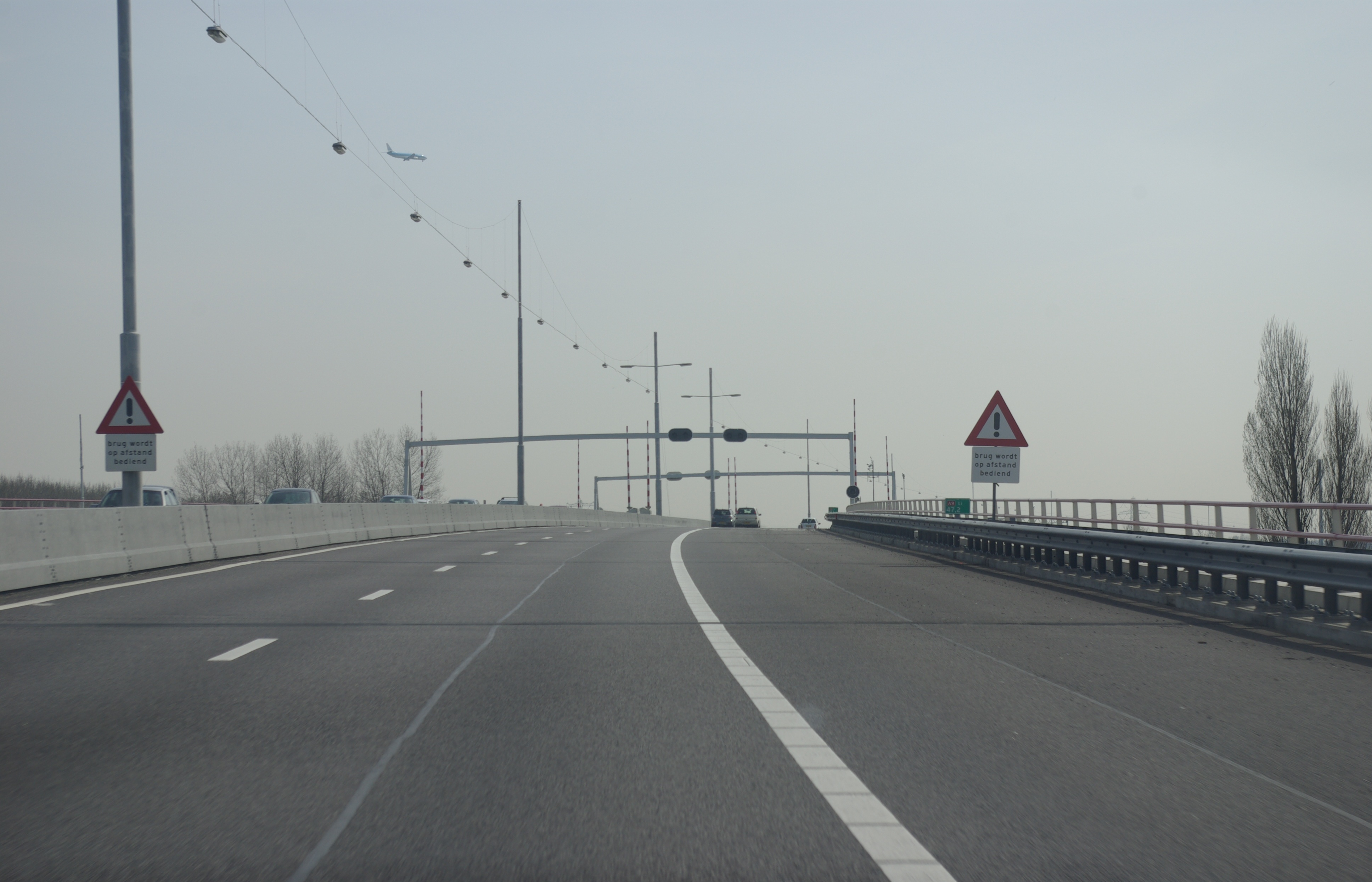
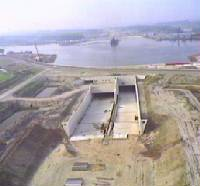
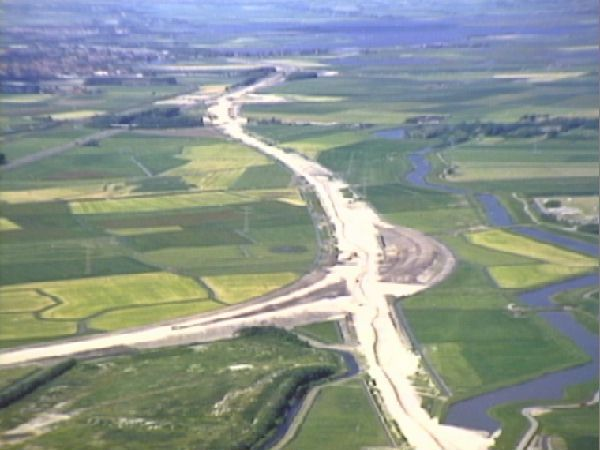
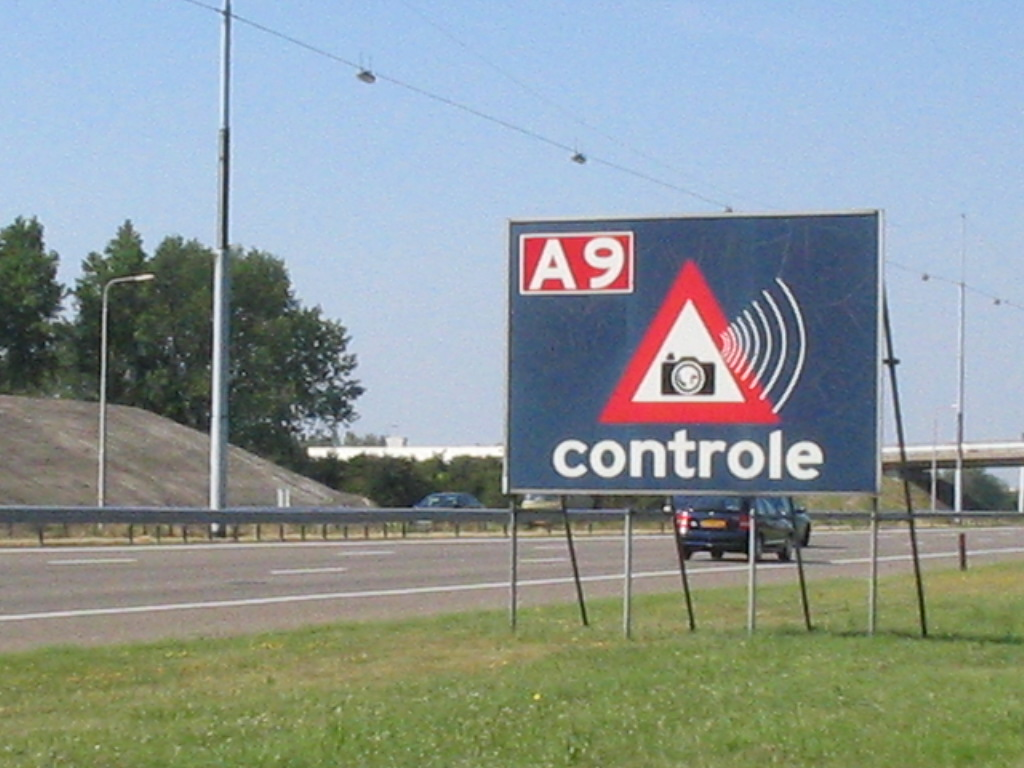